# Aby Rosen

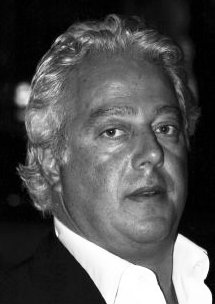
Aby Rosen.

Aby Rosen J. (16 de mayo de 1960) es un magnate de bienes raíces de origen alemán que vive en Nueva York. Él es el cofundador de RFR Holding, y posee una cartera de 71 propiedades en ciudades como Nueva York, Miami, Las Vegas y Tel Aviv. Entre sus propiedades destacan el edificio Seagram, Lever House, W South Beach, W Tel Aviv, Gramercy Park Hotel, Paramount Hotel, y Miracle Mile Shops en el Planet Hollywood Resort & Casino, entre otras propiedades. Rosen es también un inversor en The Core Club.
Aby es un coleccionista conocido del arte moderno y contemporáneo, con posesión de más de 800 piezas de la posguerra con más de 100 obras de Andy Warhol. Su colección también cuenta con obras de Jean-Michel Basquiat, Alexander Calder, Damien Hirst, Richard Prince y Jeff Koons.